# Slovenia International 2008
Die Slovenia International 2008 im Badminton fanden vom 15. bis zum 18. Mai 2008 in Lendava statt.

## Sieger und Platzierte
| Disziplin    | Gold                              | Silber                              | Bronze                              |
| ------------ | --------------------------------- | ----------------------------------- | ----------------------------------- |
| Herreneinzel | Jan Vondra                        | Pavel Florián                       | Steinar Klausen                     |
| Herreneinzel | Jan Vondra                        | Pavel Florián                       | Miha Šepec jr.                      |
| Dameneinzel  | Linda Zechiri                     | Lianne Tan                          | Emelie Lennartsson                  |
| Dameneinzel  | Linda Zechiri                     | Lianne Tan                          | Claudia Vogelgsang                  |
| Herrendoppel | Michael Lahnsteiner Peter Zauner  | Ondřej Kopřiva Tomáš Kopřiva        | Nikolaj Nikolaenko Mikhail Sevenkov |
| Herrendoppel | Michael Lahnsteiner Peter Zauner  | Ondřej Kopřiva Tomáš Kopřiva        | Maxime Renault Stepan Yaroslavtsev  |
| Damendoppel  | Emelie Lennartsson Emma Wengberg  | Claudia Vogelgsang Nina Weckström   | Matea Čiča Staša Poznanović         |
| Damendoppel  | Emelie Lennartsson Emma Wengberg  | Claudia Vogelgsang Nina Weckström   | Petra Hofmanová Šárka Křížková      |
| Mixed        | Vladimir Metodiev Gabriela Banova | Zvonimir Đurkinjak Staša Poznanović | Roman Zirnwald Tina Riedl           |
| Mixed        | Vladimir Metodiev Gabriela Banova | Zvonimir Đurkinjak Staša Poznanović | Aleš Murn Špela Silvester           |